# Podlesice (gmina Kroczyce)
Podlesice jsou vesnice ve gmině Kroczyce v okrese Zawiercie ve Slezském vojvodství v jižním Polsku. Nachází se v krajinném parku Park Krajobrazowy Orlich Gniazd v geomorfologickém podcelku Wyżyna Częstochowska (Čenstochovská jura) patřící do pohoří Wyżyna Krakowsko-Częstochowska (Krakovsko-čenstochovská jura). V roce 2011 zde trvale žilo 306 osob. Obec nabízí zázemí turistům.

## Geologie a příroda
V obci se nachází vápencové skály a krasové útvary Góra Zborów v přírodní rezervaci Góra Zborów patřící do sítě Natura 2000 Ostoja Kroczycka.

## Historie
První písemná zmínka o vesnici pochází z roku 1425. Podlesice byly středověká královská ves. Během druhé světové války zde působil partyzánský oddíl. V letech 1975-1998 se vesnice nacházela v dnes již zaniklém Čenstochovském vojvodství.

## Horolezectví a speleologie
Okolí Podlesice patří mezi významné horolezecké a speleologické terény Polska. Je zde velký počet horolezeckých cest. Mezi nejznámější místní přístupné jeskyně patří Jaskinia Głęboka.

## Další informace
Přes Podlesice vedou nejvýznamnější turistické trasy a cyklostezky celé Wyżyny Krakowsko-Częstochowské, např. Szlak Orlich Gniazd, Szlak Warowni Jurajskich a Jurajski Rowerowy Szlak Orlich Gniazd.

## Galerie

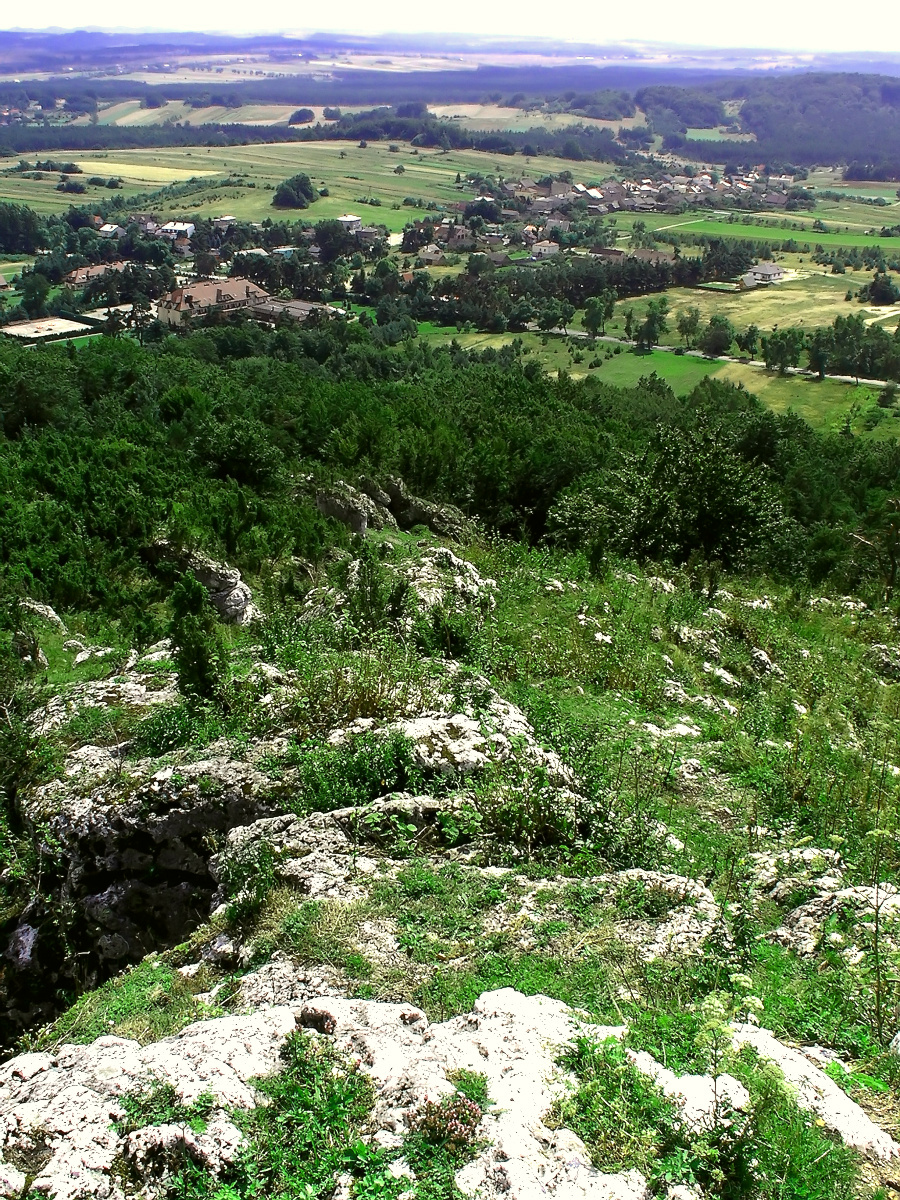
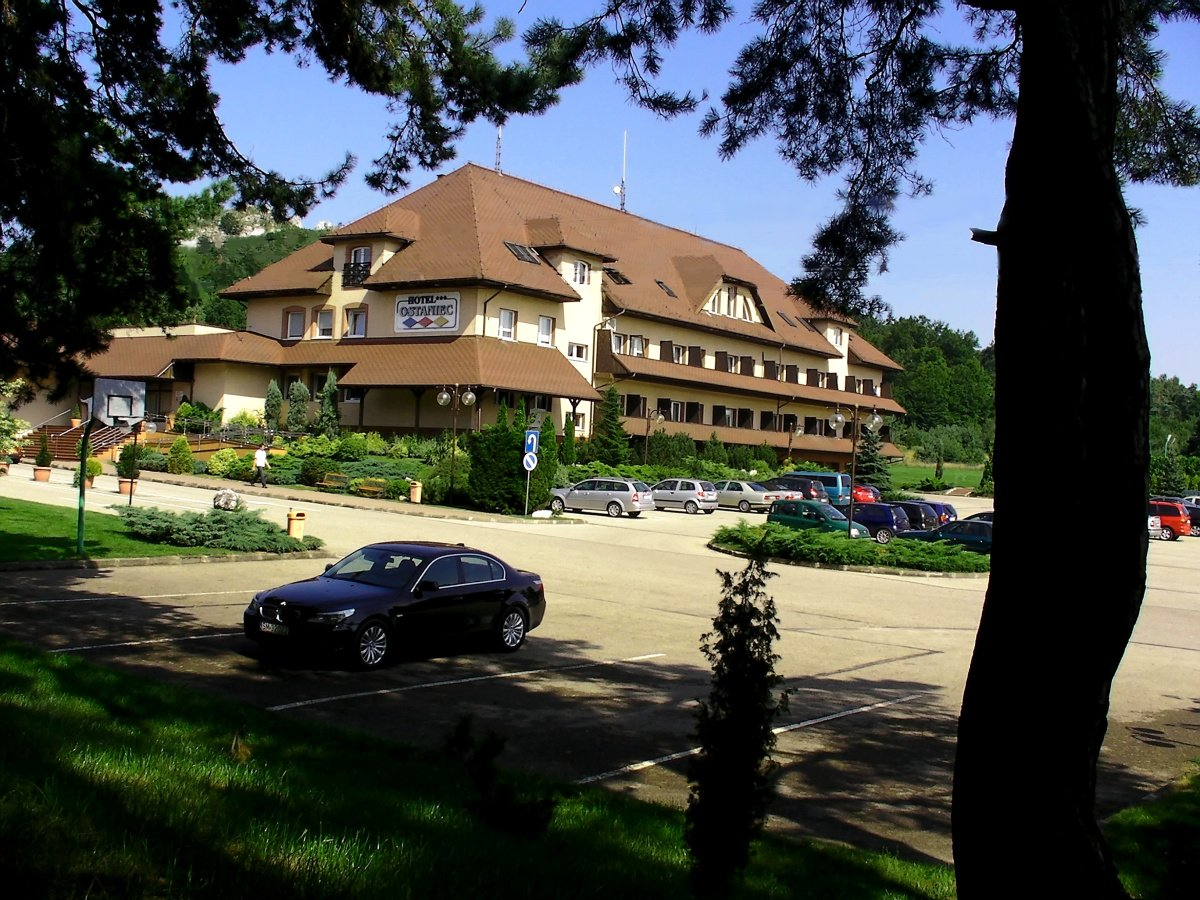
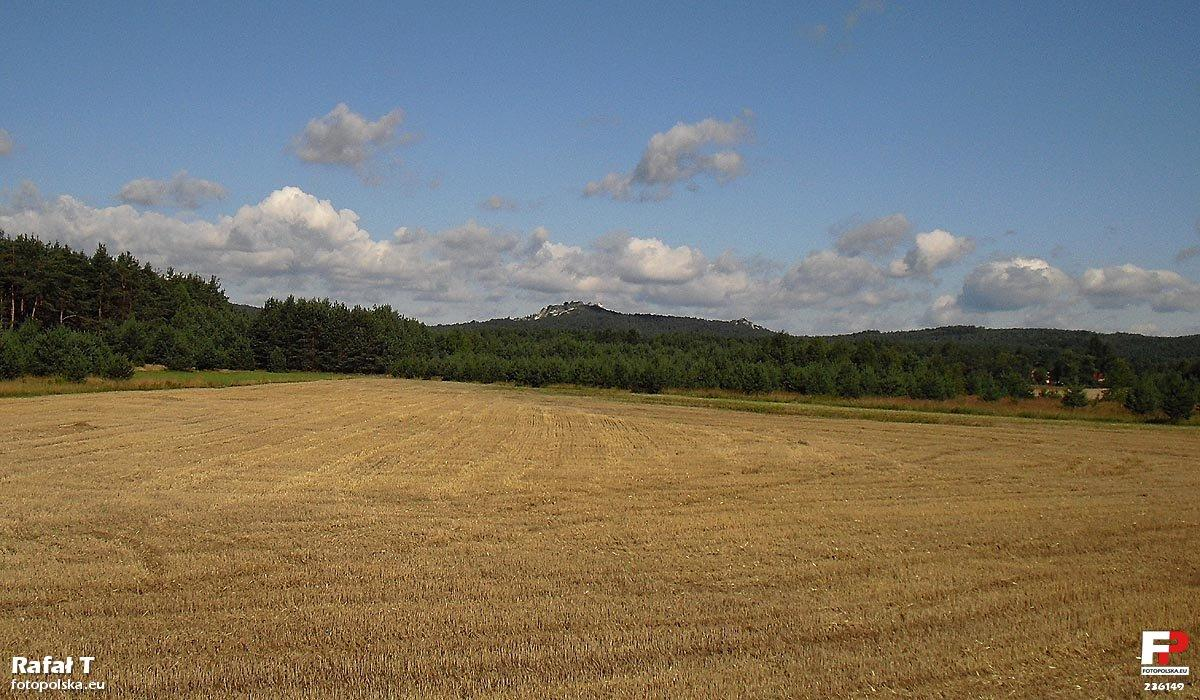
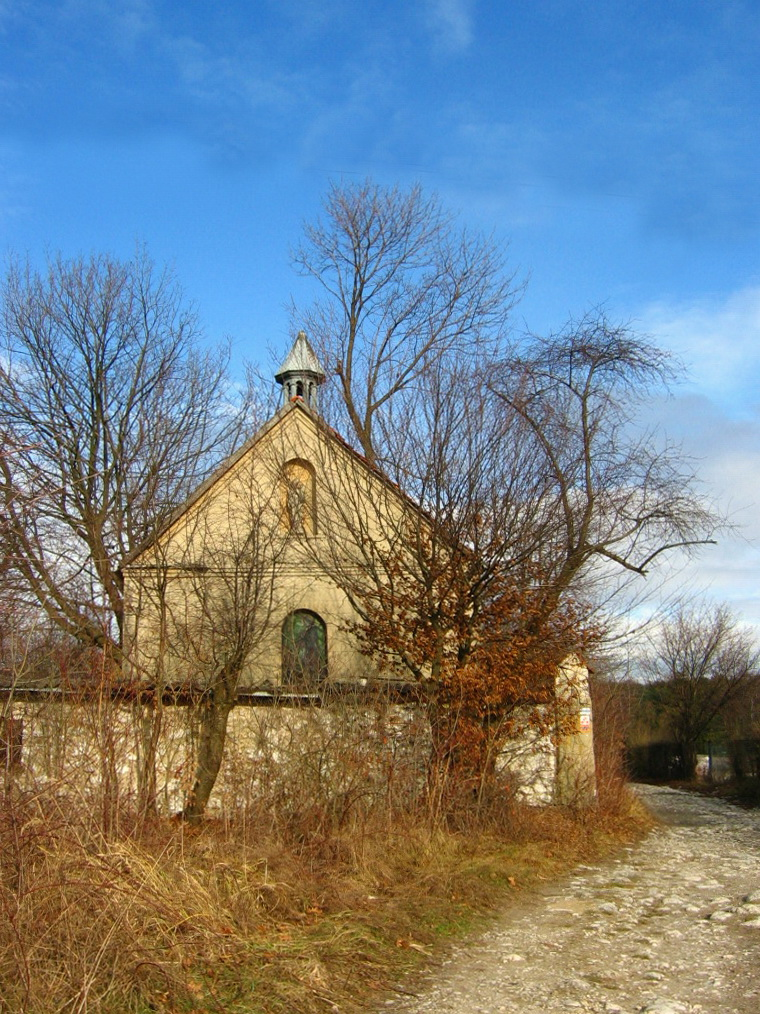
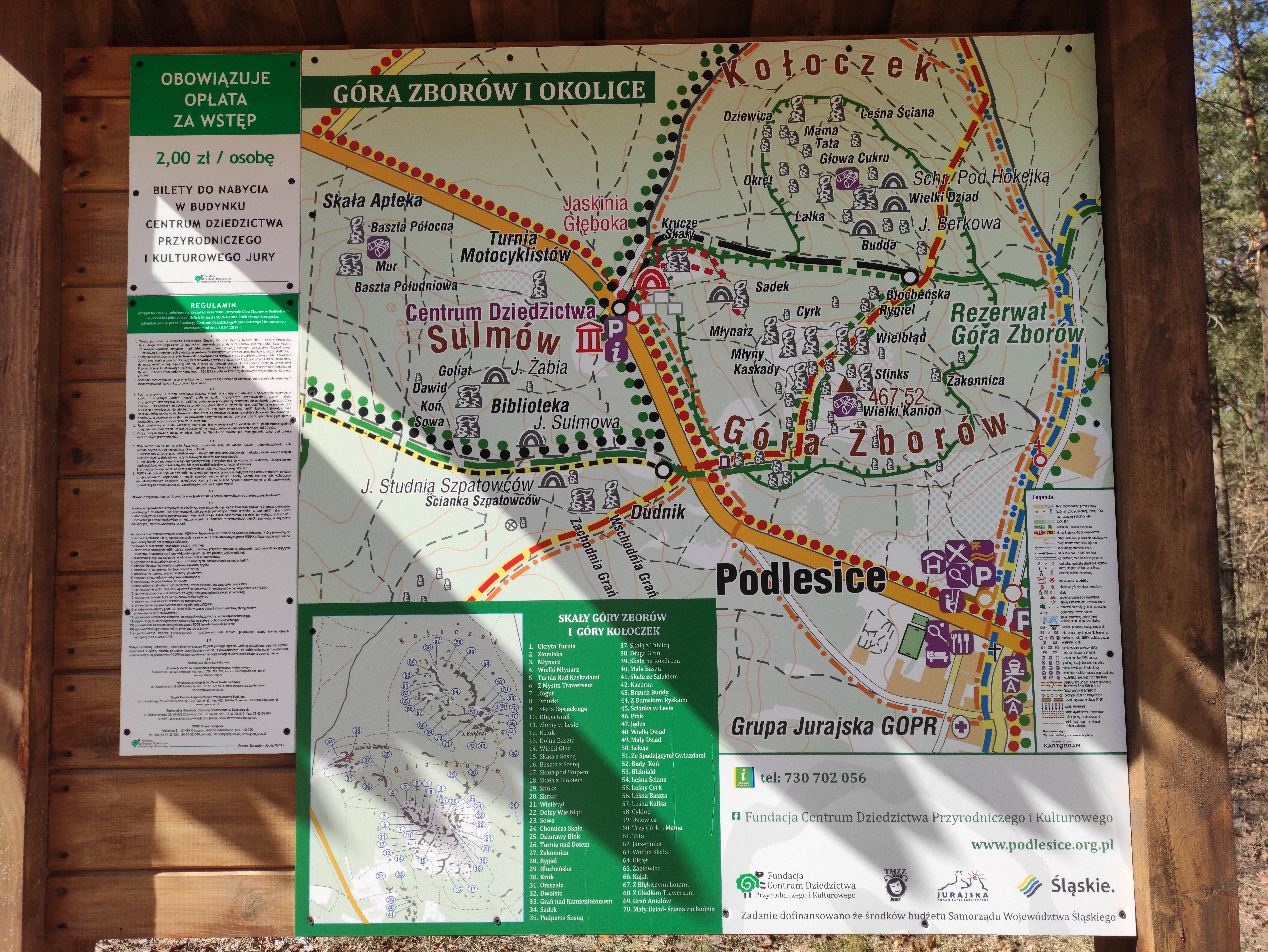